# Кочча, Карло
Карло Кочча (итал. Carlo Coccia; 14 апреля 1782, Неаполь — 13 апреля 1873, Новара) — итальянский композитор.
Учился в Неаполе у Джованни Паизиелло и Феделе Фенароли. Основа творческого наследия Кочча — оперы, широко ставившиеся по всей Италии начиная с 1807 года, когда в Неаполе увидела свет опера-бурлеск «Брак по векселю» (итал. Il matrimonio per lettera di cambio). Наиболее известны такие оперы Кочча, как «Клотильда» (1815, театр Сан-Бенедетто, Венеция), «Этелинда» (1816, там же), «Мария Стюарт» (итал. Maria Stuarda, regina di Scozia; 1827, заглавная партия написана для Джудитты Паста), «Екатерина де Гиз» (итал. Caterina di Guisa; 1833, театр Ла Скала, Милан). Кочча писал также оратории, кантаты и др.
В городе Новара, где Кочча жил в последние годы, его имя носят театр и оркестр.